# Зенит (банк)
Банк «Зенит» — крупный российский универсальный коммерческий банк. Полное наименование — Банк «Зенит» (публичное акционерное общество). Штаб-квартира — в Москве. Представлен в 25 регионах России, собственная сеть продаж насчитывает 139 точек.
24 февраля 2022 года, из-за вторжения России на Украину, банк внесен в санкционный список США, Великобритании, Канады и Австралии.

## История
Банк «Зенит» учрежден в декабре 1994 года Академией народного хозяйства при Правительстве РФ, нефтяной компанией «Татнефть» и рядом других юридических лиц.
В 2005 году с приобретения банком «Зенит» контрольного пакета акций АБ «Девон-Кредит» (ОАО) началось формирование банковской группы «Зенит». В 2007 году в банковскую группу вошли ОАО «Липецккомбанк» и ООО КБ «Сочигазпромбанк» (переименован в банк «Зенит Сочи»). В декабре 2008 года в состав группы был включён ОАО «Спиритбанк» (г. Тула).
Банк владел компаниями ООО «Региональное развитие» и ЗПИФ «6-й Национальный», занимавшимися сделками с объектами недвижимости.
В марте 2018 года была принята трёхлетняя стратегия развития, по которой планировалось объединить с головным банком входящие в группу оставшиеся банки. В ноябре 2019 года банк «Зенит» присоединил АБ «Девон-Кредит» и ПАО «Липецккомбанк». 

## Собственники и руководство
Основным акционеромбанка по состоянию на 2017 год является ПАО «Татнефть» с 62.66 процентами капитала.
Председатель совета директоров — Наиль Маганов, председатель правления — Александр Тищенко.

## Деятельность
Размер чистых активов на 01.06.2020 — 273,44 млрд руб. (36-е место в России).
В мае 2013 года банк «Зенит» приступил к выпуску кобрендинговых карт с туристическим порталом iGlobe.ru.
В декабре 2016 года Совет директоров банка принял решение об увеличении уставного капитала на 14 миллиардов рублей. Докапитализация входит в программу улучшения ликвидности и повышения платежеспособности. За счёт увеличения капитала банк планирует расширить присутствие на российском рынке.
В 2017 году банк «Зенит» начал эмиссию карт российской национальной платежной системы «Мир».

## Кредитные рейтинги
Банк «Зенит» имеет рейтинги международных рейтинговых агентств на уровне «Ва3» (Moody's), «BB» (Fitch) и «ruА-» «Эксперт РА».
Рейтинговое агентство НКР в 2023 году присвоило ПАО Банк «Зенит» кредитный рейтинг A-.ru со стабильным прогнозом. В 2024 году рейтинг был подтвержден.